# フラウエンロープ

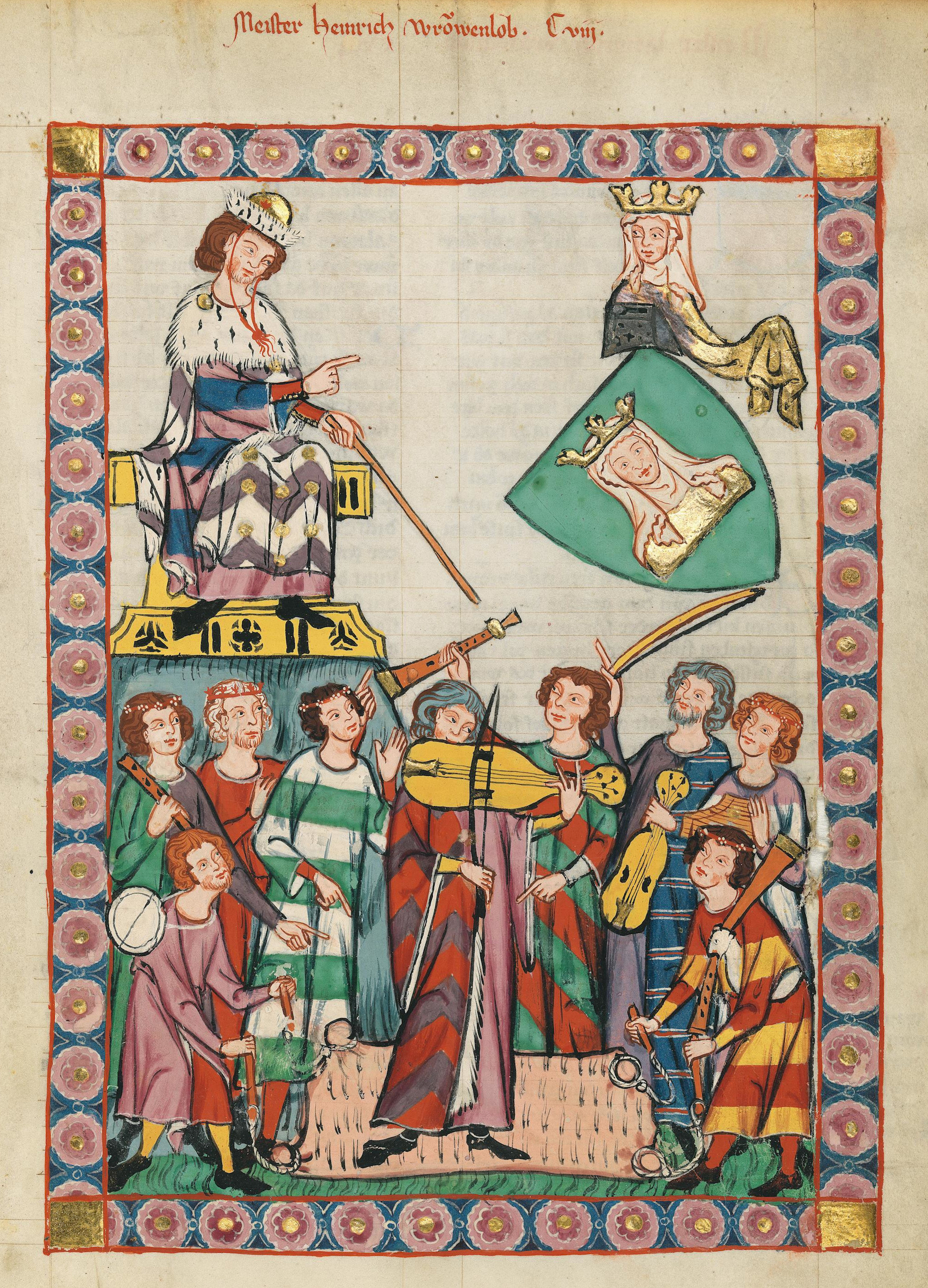
フラウエンロープ

フラウエンロープ（Frauenlob）またはハインリヒ・フォン・マイセン（Heinrich von Meißen）（1250年-1260年頃 - 1318年）は、中世ドイツの詩人。詩文の才能に恵まれ広範な学識をもとに、時に晦渋ともなる魅力的な多くの詩歌を残し、後世の職匠歌人（マイスタージンガー）に絶大な影響を及ぼした詩人。当時の聖俗の王侯貴族のために各地で活躍した。彼の名「フラウエンロープ」とは「聖母への賛美」または「女性への賛美」という意味であろう。

## 生涯と作品
生涯に関係する確かな史料は、1．1299年 8月17日にVrouwenlopに支払われた金額を示すインスブルック近郊の記録、2．1311年 ロストックでの騎士祭（Ritterfest）に詩人が登場したとの記録、3．マインツ大聖堂の、詩人の死去の日を示す墓碑である。

### 出身地と初期の活動（1260頃-1290）[4]
1345-50年頃の写本に'von missen'とする記載があるのでおそらくマイセン出身であろう。マイセンには1254年以降、辺境伯ハインリヒ高貴公（Heinrich der Erlauchte）の楽団が設置されていたとされる。詩人が若くして高慢な芸術家意識のゆえに叱責されたとするのは、早い時期の伝説に属することだろう。詩人はある歌で、1278年に ブレスラウ公ハインリヒ2世（Herzog Heinrich II. von Breslau）の騎士叙任式に参加し、1278年 8月26日のマルヒフェルトの戦いの場にいたと主張している。
抒情詩・叙事詩の両分野で活躍したコンラート・フォン・ヴュルツブルク（Konrad von Würzburg）の死（1287）を惜しむ追悼の歌は、模範となったコンラートの歌を凌駕する完成度の高い挽歌となっている（下に紹介）。
ルドルフ1世のエアフルトにおける帝国会議（1289-90）あるいは1302年頃、別の場所で北ドイツの公侯貴族を歌っている。
遅くとも1290年頃に有名な「フラウエンライヒ」（≫Unser frouwen leich≪, der ≫Marienleich≪「マリアのライヒ」）を著わした。聖母を主題とする20詩節に及ぶ長大な歌で、「雅歌」の改作の一種である。この歌が詩人の通称「フラウエンロープ」（我らの女あるじ＝聖母マリアの称賛）の機縁となったのかもしれない。

### 中期（1295-1305）[7]
ブレスラウ公ハインリヒ2世の死（1290）とルドルフ1世の死（1291年7月15日）を悼んだ歌はおそらく1291年の成立と見なされよう。1292年にはボヘミア王ヴァーツラフ2世（ヴェンンツェル2世）のオッペルン（Oppeln）における騎士叙任式に参加している。1304年にケルンテンで催されたケルンテン公ハインリヒ6世とヴァーツラフ2世の次女アンナとの結婚の祝い（'ritterschaft'）に参加したと思われる。1305年6月21日に亡くなったヴァーツラフ2世の死を悼む詩を著わしている。そのことを記す『オーストリア年代記』（ Österreichische Reimchronik；　1309年以前に成立）で詩人は初めて'meister Heinrich'（「ハインリヒ師」）と呼ばれている。ボヘミアの宮廷で、詩人の最後のパトロンになるPeter von Aspelt（ペーター・フォン・アスペルト）との関係が始まったようである。この人物は1318年にマインツ大司教として大聖堂の回廊に詩人が埋葬されるように取り計らった人である。33詩節に及ぶ≫Minneleich≪（「ミンネライヒ」）は女性を「活動し癒す自然の力」として賛美している。この歌の最後の詩節にある≫Vrouwen ...lobes≪は隠された署名かもしれない。

### 後期（1311-18）[8]
1311年 ロストックにおける祝祭（Ritterfest）でブランデンブルク辺境伯ヴォルデマル（Markgraf Woldemar von Brandenburg； 在位1308-19）とデンマーク王エリク6世（Erik VI Menved； 在位1286-1319）を歌っている。一連の歌は、ドイツ王位（ 神聖ローマ皇帝位）をめぐるルクセンブルク家、ヴィッテルスバッハ家、ハプスブルク家の対立の渦中にあってマインツ大司教ペーター・フォン・アスペルトの選帝侯としての動向に影響を与えたようである。ヴィッテルスバッハ家のルートヴィヒ4世（デア・バイアー）（Ludwig IV. der Bayer）の国王選出と戴冠（1314年10月20日と25日）へのアピールの歌がある。一方、王位に就いたルートヴィヒに呼びかけて、司教領主（pfaffen）ではなく世俗領主（leienvürsten）を頼りにし、その勢力を増大すべき、と主張する歌もある。1318年11月29日マインツで没した。マインツ大聖堂には、1774年に損傷を受けた、女性たちが詩人の棺を担う光景が特徴的な墓碑と1842年にMeister Schwantalerによって建てられた、一人の女性が石棺に花環を捧げる様子を描いた記念碑がある。

### 作品の性格
早熟で自信過剰なフラウエンロープは、「広汎な学識の上に立つ、技巧的・誇張的な詩のスタイル」によって「中世古典の大詩人達モールンゲン、ラインマル、ヴァルターを、完全に凌駕すること」を目標として、「かつて歌いしラインマル　エッシェンバハも同じ歌　/　フォーゲルヴァイデも忘れじと　あの麻布の調べこそ　/　誓って申し上げまする　/　われフラウエンロープは今ひときわ　/　金糸銀糸の絹織で　飾り輝かせて見せましょう　/　かつてうたいし歌びとら　あんなあぶくを歌にして　/　鍋底知らずのお調子もの」（尾野照治訳）と歌った。
テーマと素材は世俗的なものでは、教訓、政治、恋愛、自然であった。宗教詩では神、マリア、教会、祈りを主題とし、旧約・新約聖書、神学、神秘主義等から詩想を得ている。
論争詩も得意分野で、21詩節におよぶ、「ミンネ夫人」と「浮世夫人」に自己の優越性を主張させる詩やレゲンボゲ（Regenboge）と交わした、>wîp<（「女性」）と>vrouwe<（「（貴）婦人、女主人」）の優劣を論じる論争詩は特に有名である。

### 影響
晩年を過ごしたマインツで最初の職匠歌（マイスターザング）の学校を創設したとされ、15世紀 職匠歌人（マイスタージンガー）の世界で、ヴォルフラム・フォン・エッシェンバッハ、ヴァルター・フォン・デア・フォーゲルヴァイデらとともに ’die 12 alten Meister’（「十二先師」）の一人として崇められていた。マネッセ写本の肖像画は詩人を’Spielmannskönig’（「吟遊詩人の王」）、職匠歌学校のリーダーとして描いたものか。

### コンラート・フォン・ヴュルツブルク追悼の歌
Gevîolierte blüete kunst
Gevîolierte blüete kunst,
dîns brunnen dunst
unt dîn gerœset flammenrîche brunst
diu hâte wurzelhaftez obez:
gewidemet in dem boume künste rîches lobes
hielt wipfels gunst
sîn list, duchliljet kurc.
<Übersetzung von Max Wehrli>
Veilchenhafte Blütenkunst,
deiner Quelle Hauch
und dein rosig flammenreicher Brand,
die hatten tiefwurzelnde Frucht:
erhöht im Baume künstereichen Ruhms
hielt Gipfelrang
sein Können, lilienhaft erlesen.
<尾野照治訳>
菫花咲く歌の技　ああ今は亡きコンラート殿
涼しき泉のその吐息　紅バラ燃えたつ熱き炎
そが贈りしは見事な実　根をはりふえる豊かな実
歌たたえられし技の樹に　コンラート殿が得たるもの
古今未曽有の称賛なり
選りすぐりたるユリの花　飾りしものは彼のわざ

### マリアのライヒ
≫Marienleich≪, Str. 12　Ich binz ein zuckersüczer brunne
Ich binz ein zuckersüczer brunne
des lebens und der wernden wunne.
ich binz ein spiegel der vil klâren reinikeit
dâ got von êrst sich inne ersach.
ich was mit im, dô er entwarf gar alle schephenunge,
er sach mich stӕtes an sîner êwiclîchen ger.
wie rehte wol ich tet im in den ougen,
ich zarter, wolgemuoter rôsengarte!
kommt alle zuo mir die mîn gern!
ich wil, ich kan, ich muoz gewern!
ich binz der lebenden leitestern
des nieman sol noch mac enbern.
mîn muot  guot  vruot  tuot. 
ich binz diu stimme die der alte lêô luot
diu sînen kint ûf von des alten tôdes vluot.
ich binz diu gluot
dâ der alte fênix inne sich erjungen wolde.
ich binz des edelen tiuren pellicânus bluot,
und hân daz allez wol behuot.
Ich binz ein wurzenrîcher anger,
mîn bluomen die sint alle swanger,
ir saffes brehender smac vil gelwer varwe treit.
ei welch ein vlüzzic, zinsic bach
die bluomen mîn durchviuhtet, daz sie stên nâch wunsche in sprunge!
ich binz ein acker der den weize zîtic brâchte her.
dâ mit man spîset sich in gotes tougen.
ich drasch, ich muol, ich buoch linde und niht harte,
wan ich mit olei ez bestreich.
des bleip sîn biz sô suozlich weich.
ich binz der trôn dem nie entweich
diu gotheit, sît in mich sleich.
（大意：私は命と永遠の喜びの砂糖のように甘美な泉。私は、神が自らを初めて見た明るく清らかな鏡。神が全ての被造物を造られたときに私は神とともにあった。神は私を永遠に見続けている。優美で心優れたバラの庭である私は神の目にどんなに快かったことか。私を好む人はみなおいでなさい。私はそれを許したい、許すことができる、許さなければならない。私は、命ある誰にとっても必要な導きの星。私は親切な心をもち、知恵に欠くことがない。私は、年老いた不死鳥が若返る火。私は高貴で優れたペリカンの血で、ペリカンの血を残さずしっかり守ってきた。私は薬草の豊かな畑で、私の花はどれも実を結ぶ。果汁の薫りは弾け、色は黄金色。ああ、なんと滔々と流れる川の水が私の花々潤すことか。花々はこうして見事に成長する。私は小麦を稔らせる畑。人はそれを食し神の秘蹟に与る。私は打穀し、製粉し、固くなく柔らかに焼いた。というのは、オリーヴオイルを塗ったから。それゆえ食べると甘く柔らかい。神が私の中に入ってから私は神が席を明け渡すことのない玉座。）